# Johnson-Gletscher (Alaskakette)
Der Johnson-Gletscher ist ein 30 km langer Talgletscher in der nördlichen Alaskakette in Alaska (USA). 
Das 2000 m hoch gelegene Nährgebiet des Johnson-Gletschers befindet sich an der Ostflanke des M'Ladies Mountain. Der Gletscher strömt anfangs nach Osten. Nach 11 km trifft unterhalb der Nordflanke des Mount Gakona ein größerer Tributärgletscher von Osten auf den Johnson-Gletscher. Dieser wendet sich anschließend nach Nordosten. Der im unteren Abschnitt 1,6 km breite Johnson-Gletscher endet auf einer Höhe von 800 m. Die Gletscherzunge speist den Johnson River, einen linken Nebenfluss des Tanana River. Der Johnson-Gletscher ist im Rückzug begriffen.